# Martinho da Vila
Martinho da Vila, pseudonimo di Martinho José Ferreira (Duas Barras, 12 febbraio 1938), è un cantante, compositore e scrittore brasiliano.

## Biografia
Nato nel 1938 a Duas Barras in una famiglia di lavoratori della Fazenda do Cedro Grande, si trasferisce ben presto a Rio de Janeiro. Comincia a lavorare come chimico industriale. Dopo i primi successi, torna a Duas Barras e riesce a comprare la casa dov'è nato e a ribattezzarla meu off-Rio.
Il successo artistico arriva durante il 3º Festival della Record, nel 1967, con la canzone Menina Moça". Nell'edizione del 1968 canta Casa de Bamba, diventato negli anni un suo cavallo di battaglia. Il primo LP, Martinho da Vila, arriva nel 1969.
Diventato uno dei cantanti di samba più conosciuti in Brasile, è stato il secondo (dopo Agepê, nel 1984) a raggiungere il traguardo del milione e mezzo di copie vendute, col suo disco Mistura Brasileira, nel quale duetta, fra gli altri, con Zeca Pagodinho, Simone e Alcione.
Dal 2005 è iscritto al Partido Comunista do Brasil (PCdoB) e nel 2009 è stato girato il documentario O Pequeno Burguês - Filosofia de Vida, che racconta della sua vita di artista.
Ha partecipato alla telenovela Duas caras del 2007.

## Opere
- Vamos Brincar de política? (Editora Global, 1986) - Per l'infanzia-gioventù
- Kizombas, andanças e festanças (Léo Christiano Editorial, 1992 - Editora Record, 1998) - Autobiografico
- Joana e Joanes, um romance fluminense (ZFM Editora, 1999) - Romanzo (Ripubblicato lo stesso anno in Portogallo per conto della Eurobrap, col titolo Romance fluminense")
- Ópera Negra - (Editora Global, 2001) - Fiction
- Memórias póstumas de Teresa de Jesus (Editora Ciência Moderna, 2002) - Romanzo
- Os Lusófonos (Editora Ciência Moderna, 2006) - Romanzo
- Vermelho 17 (ZFM Editora, 2007) - Romanzo
- A Rosa Vermelha e o Cravo Branco (Lazuli Editora, 2008) - Per l'infanzia
- A serra do rola-moça (ZFM Editora, 2009) - Romanzo
- A rainha da bateria (Lazuli Editora, 2009) - Per l'infanzia
- Fantasias, Crenças e Crendices (Ciência Moderna Editora, 2011) - Letteratura Musicale

## Discografia
- 1969 - Martinho da Vila - (RCA Victor)
- 1970 - Meu Laiá-raiá - (RCA Victor)
- 1971 - Memórias de um Sargento de Milícias - (RCA Victor)
- 1972 - Batuque na Cozinha - (RCA Victor)
- 1973 - Origens (Pelo telefone) - (RCA Victor)
- 1974 - Canta Canta, Minha Gente - (RCA Victor)
- 1975 - Maravilha de Cenário - (RCA Victor)
- 1976 - Rosa do Povo - (RCA Victor)
- 1976 - La Voglia La Pazzia/L'Incoxienza/L' Allegria - (RCA Victor)
- 1977 - Presente - (RCA Victor)
- 1978 - Tendinha - (RCA Victor)
- 1979 - Terreiro, Sala e Salão - (RCA Victor)
- 1980 - Portuñol Latinoamericano - (RCA Victor)
- 1980 - Samba Enredo - (RCA Victor)
- 1981 - Sentimentos - (RCA Victor)
- 1982 - Verso e Reverso - (RCA Victor)
- 1983 - Novas Palavras - (RCA Victor)
- 1984 - Martinho da Vila Isabel - (RCA Victor)
- 1984 - Partido Alto Nota 10 - (CID)
- 1985 - Criações e Recriações - (RCA Victor)
- 1986 - Batuqueiro - (RCA Victor)
- 1987 - Coração Malandro - (RCA Victor/Ariola)
- 1988 - Festa da Raça - (CBS)
- 1989 - O Canto das Lavadeiras - (CBS)
- 1990 - Martinho da Vida - (CBS)
- 1991 - Vai Meu Samba, Vai - (Columbia/Sony Music)
- 1992 - No Templo da Criação - (Columbia/Sony Music)
- 1992 - Martinho da Vila - (Columbia/Sony Music)
- 1993 - Escola de Samba Enredo Vila Isabel - (Columbia/Sony Music)
- 1994 - Ao Rio de Janeiro (Columbia/Sony Music)
- 1995 - Tá Delícia, tá Gostoso - (Sony Music)
- 1997 - Coisas de Deus - (Sony Music)
- 1997 - Butiquim do Martinho - (Sony Music) 758.325/2-479455
- 1999 - 3.0 Turbinado ao Vivo - (Sony Music)
- 1999 - O Pai da Alegria - (Sony Music)
- 2000 - Lusofonia - (Sony Music)
- 2001 - Martinho da Vila, da Roça e da Cidade - (Sony Music)
- 2002 - Martinho Definitivo - (Sony Music)
- 2002 - Voz e Coração - (Sony Music)
- 2003 - Martinho da Vila - Conexões - (MZA)
- 2004 - Conexões Ao Vivo - (MZA/Universal Music Group)
- 2005 - Brasilatinidade - (MZA/EMI)
- 2006 - Brasilatinidade Ao Vivo - (MZA/EMI)
- 2006 - Martinho José Ferreira - Ao Vivo na Suíça - (MZA/Universal Music) (registrazione di shows al Montreux Jazz Festival, in Svizzera, nelle edizioni del 1988, 2000 e 2006)
- 2007 - Martinho da Vila do Brasil e do Mundo (MZA / Universal Music)
- 2008 - O Pequeno Burguês - ao vivo (MZA Music)
- 2010 - Poeta Da Cidade - Canta Noel

## Onorificenze
- Cidadão Carioca
- Cidadão benemérito do estado do Rio de Janeiro
- Commendatore della Repubblica col grado di Ufficiale
- Ordem do Mérito Cultural, per il suo contributo all'arte e alla musica brasiliana
- Medalha Tiradentes,
- Medalha Pedro Ernesto
- Prêmio Shell di Musica Popular Brasileira (1991)

## Altre immagini

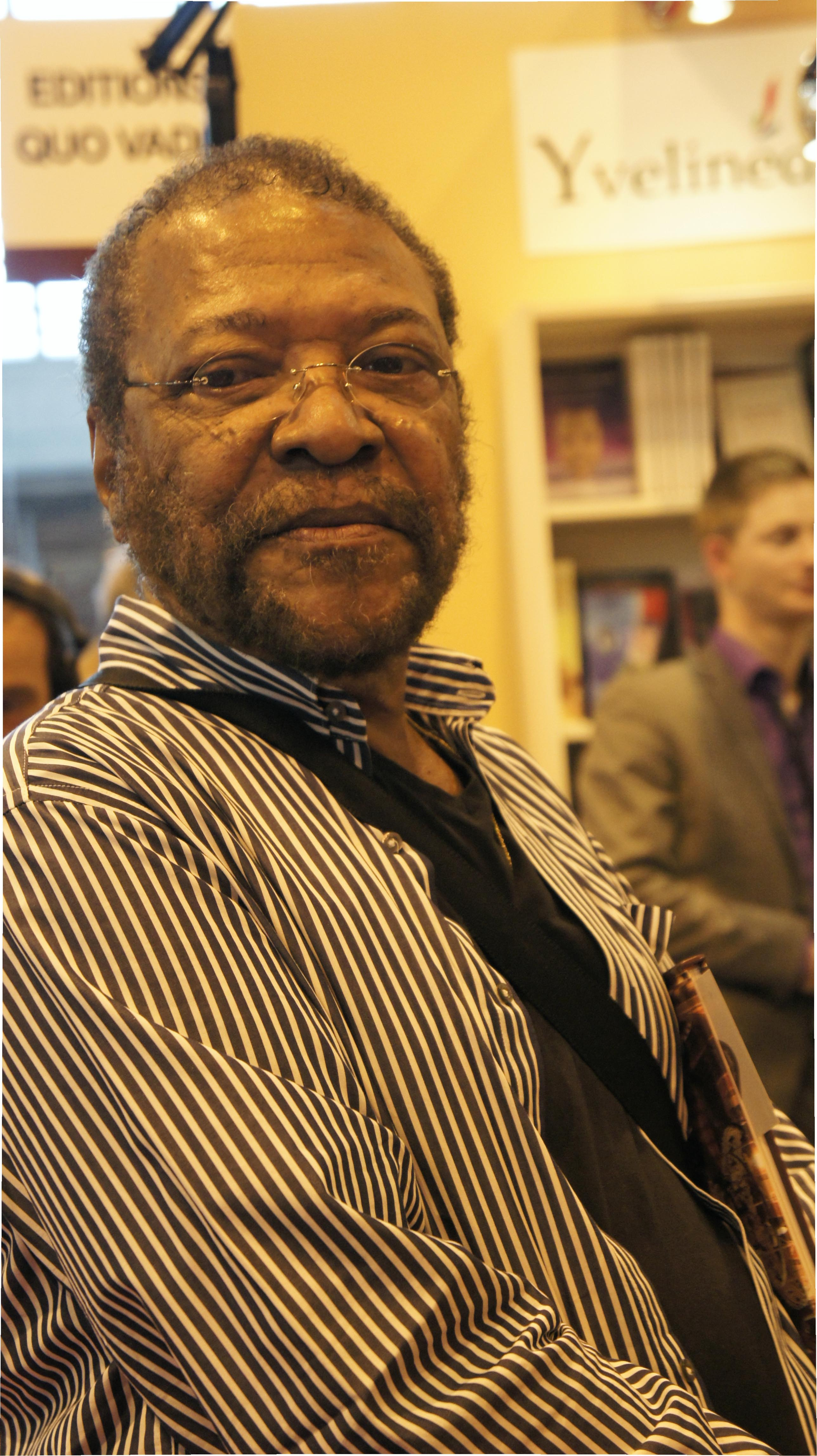
Martinho da Vila al Salone del libro di Parigi nel 2012.
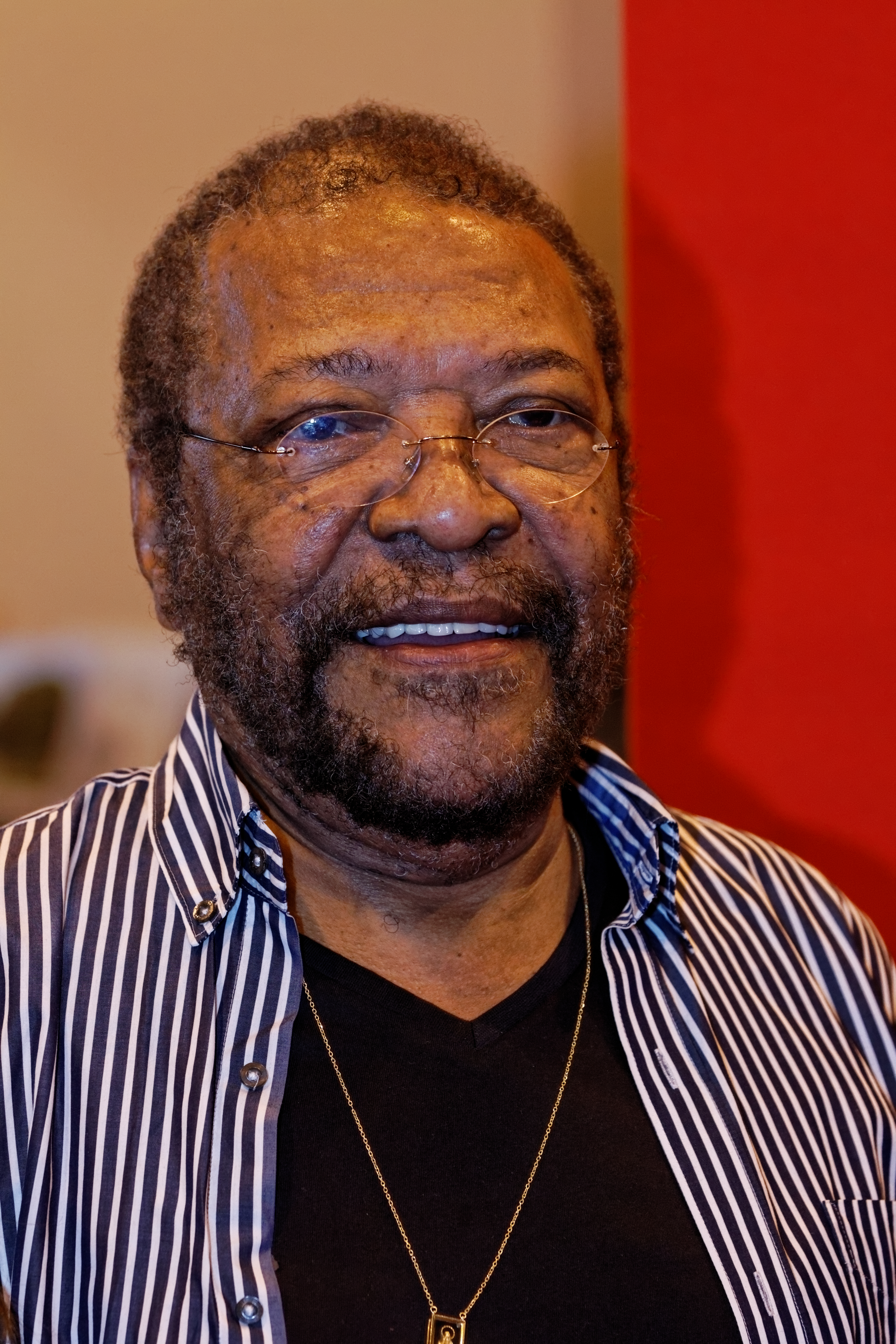
Sempre al Salone del libro di Parigi nel 2012.